# قائمة أنواع السحب
جنس السحب Genera Cloud
تقسم السحب إلى عشرة أجناس رئيسية، حسبما هو وارد في أطلس السحب العالمي.

تصنيف السحب

## الأجناس
- سحب السمحاق
- السمحاق الركامي
- السمحاق الطبقي
- الركام المتوسط
- الطبقي المتوسط
- المزن الطبقي
- الركام الطبقي
- سحاب طبقي
- سحاب ركامي
- مزن ركامي

## السحب الخلوية

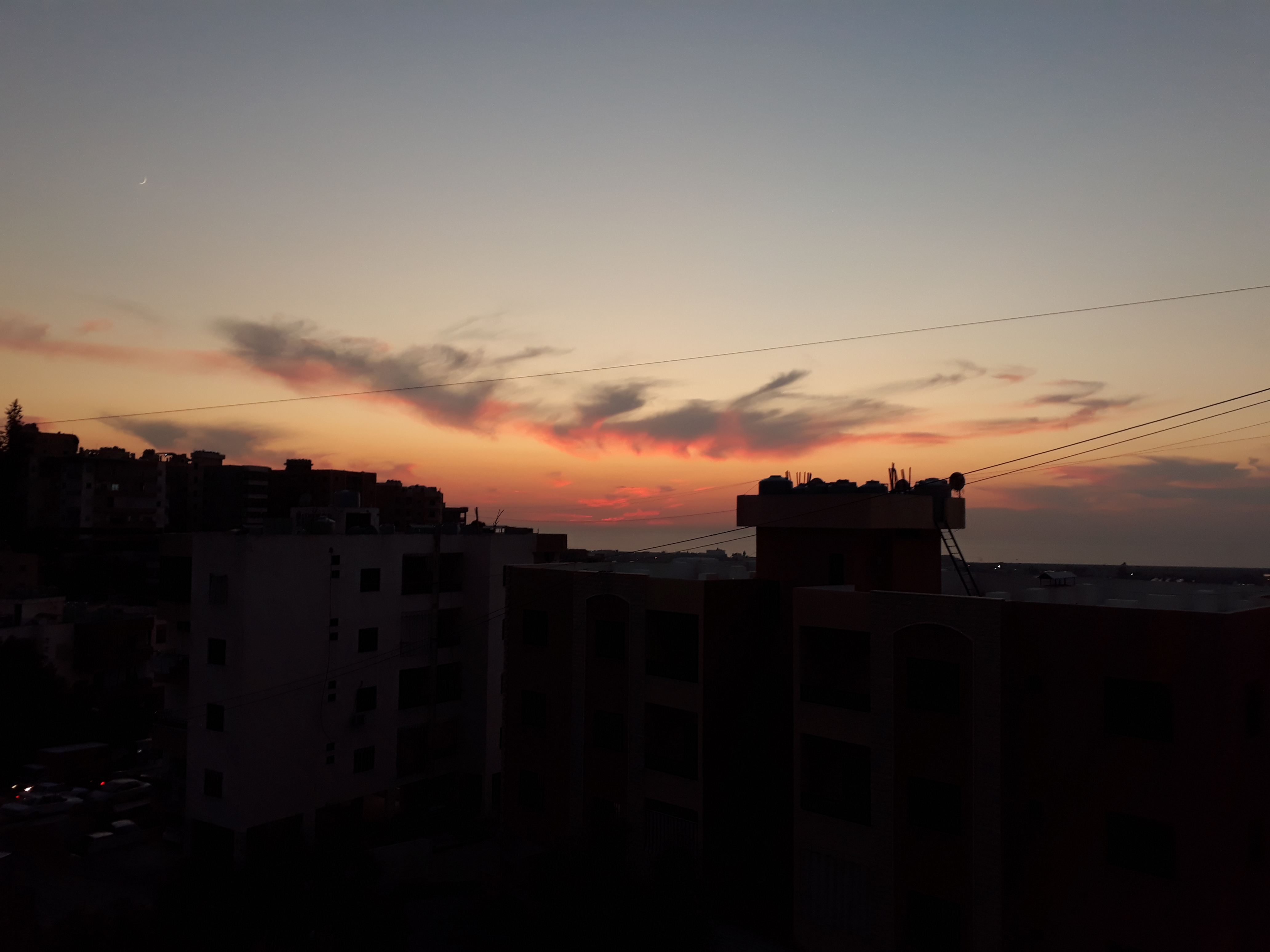
الغيوم الداكنة المحملة بالمطر تغطي سماء ما قبل المغيب ويبدو الهلال صغيراً في السماء

السحب الخلوية (Cellular clouds) هي غيوم تبدو في السماء بشكل خلايا أو حجيرات، تتشكل في أثناء كتلة هوائية باردة فوق سطح مائي حار، أو فوق سطح يابس رطب وحار.

## غيوم أم
غيوم أم هي تلك الغيوم التي يتولد عنها غيوم أخرى، لأن بعض أجناس الغيوم يتولد عنها غيوم أخرى، كما هو الحال في غيوم الركام الطبقي التي تتولد من غيوم الركام, وكما في غيوم السمحاق التي تتولد من غيوم الركام المزني, وفي هذه الحالة يعطى للغيمة اسم جنس الغيمة التي تحولت إليها بجانب الغيمة الأم.